# Bibliothek der Science Fiction Literatur
Bibliothek der Science Fiction Literatur ist eine von 1981 bis 2001 erschienene Buchreihe des Wilhelm Heyne Verlages München, die von Wolfgang Jeschke herausgegeben wurde.
Die Titel der Reihe sind Romane, Erzählungssammlungen und Themen-Anthologien bekannter Autoren aus den Bereichen Science-Fiction und Fantasy (sowie als Ausnahme ein einziges Sachbuch). Die Reihe versammelte „herausragende Werke dieser Literaturgattung, die als Meilensteine ihrer Geschichte gelten und als beispielhafte Versuche, Möglichkeiten denkbarer Entwicklungen aufzuzeigen und auf Gefahren und Probleme der Gegenwart und Zukunft hinzuweisen“.
Viele Titel waren Neuauflagen von bearbeiteten Fassungen bereits in anderen Ausgaben erschienener Texte, es gab aber auch zahlreiche Titel, die ihre deutsche Erstausgabe (und mitunter auch ihre einzige Ausgabe) in der Bibliothek der Science Fiction Literatur erlebten.
Auf dem sonst komplett in weiß gehaltenen Cover (deswegen auch der Beiname Weiße Reihe) befand sich auf dem vorderen Umschlag der Kopftitel der Reihe und das Verlagslogo, darunter in der oberen Hälfte in schwarzer und farbiger Schrift zentriert Autor und Titel. Die untere Hälfte des Covers wurde von einem quadratischen, farbig gedruckten Motiv beherrscht, das jeweils exklusiv für den jeweiligen Band angefertigt worden war.

## Titelliste
1. Kate Wilhelm: Hier sangen früher Vögel
2. Joe Haldeman: Der Ewige Krieg („Ewiger Krieg“-Zyklus Band 1)
3. Hal Clement: Schwere Welten (Schwerkraft-Zyklus Teile 1 und 2)
4. Frederik Pohl und Cyril M. Kornbluth: Eine Handvoll Venus und ehrbare Kaufleute (Kaufleute-Zyklus Band 1)
5. Olaf Stapledon: Der Sternenschöpfer
6. John W. Campbell jr.: Der unglaubliche Planet
7. Isaac Asimov: Lunatico oder Die nächste Welt
8. Larry Niven und David Gerrold: Die fliegenden Zauberer
9. Thomas M. Disch: Camp Concentration
10. George R. Stewart: Leben ohne Ende
11. James Graham Ballard: Karneval der Alligatoren
12. Richard Matheson: Ich bin Legende
13. Isaac Asimov (Hrsg.): Das Forschungsteam
14. Frank Herbert: Hellstroms Brut
15. David G. Compton: Das elektrische Krokodil
16. Daniel F. Galouye: Simulacron drei
17. Brian W. Aldiss: Tod im Staub
18. Thomas M. Disch: Angoulême
19. Iwan A. Jefremow: Andromedanebel
20. Isaac Asimov: Meine Freunde, die Roboter (Sammelband mit Robotergeschichten aus den Heyne-SF-Bänden 3066, 3217 und 3621)
21. Olaf Stapledon: Die letzten und die ersten Menschen
22. Richard Matheson: Die seltsame Geschichte des Mr. C.
23. Curt Siodmak: Das dritte Ohr
24. Alfred Bester: Tiger! Tiger!
25. Ursula K. Le Guin: Die zwölf Striche der Windrose
26. Harry Harrison: New York 1999
27. John Wyndham: Die Triffids
28. Karl Michael Armer und Wolfgang Jeschke (Hrsg.): Die Fußangeln der Zeit
29. Karl Michael Armer und Wolfgang Jeschke (Hrsg.): Zielzeit
30. Philip K. Dick Eine andere Welt
31. Oliver Lange: Vandenberg oder Als die Russen Amerika besetzten
32. Helga Abret und Lucian Boia (Hrsg.): Das Jahrhundert der Marsianer (Sachbuch über die Geschichte der literarischen Vorstellungen über den Mars)
33. Ray Bradbury: Fahrenheit 451
34. Curt Siodmak: Donovans Gehirn
35. Carl Amery: Das Königsprojekt
36. Bob Shaw: Andere Tage, andere Augen
37. Olaf Stapledon: Sirius
38. Keith Roberts: Pavane
39. Sterling E. Lanier: Hieros Reise (Hiero-Zyklus Band 1)
40. Thomas M. Disch: Auf Flügeln des Gesangs
41. Christopher Priest: Der steile Horizont
42. Edgar Pangborn: Davy (Davy 4)
43. Ursula K. LeGuin: Planet der Habenichtse (Hainish-Zyklus)
44. Theodore Sturgeon: Baby ist drei
45. Roger Zelazny: Herr des Lichts
46. Karel Čapek: Der Krieg mit den Molchen
47. Ursula K. LeGuin: Die Kompaßrose
48. Algis Budrys: Projekt Luna
49. Walter M. Miller, Jr.: Lobgesang auf Leibowitz (Leibowitz-Zyklus Band 1)
50. Brian W. Aldiss: Helliconia: Frühling (Helliconia-Trilogie Band 1)
51. Brian W. Aldiss: Helliconia: Sommer (Helliconia-Trilogie Band 2)
52. Brian W. Aldiss: Helliconia: Winter (Helliconia-Trilogie Band 3)
53. David Lindsay: Die Reise zum Arcturus
54. Jack Williamson: Wing 4 (Wing-4-Zyklus Band 1)
55. Harry Harrison: Todeswelten (Todeswelten-Trilogie in einem Band)
56. Cyrano de Bergerac: Mondstaaten und Sonnenreiche
57. Daniel Keyes: Charly
58. A. E. van Vogt: Null-A (Null-A 1–3)
59. James Blish: Der Gewissensfall
60. Kit Pedler und Gerry Davis: Mutant 59: Der Plastikfresser
61. Brian W. Aldiss: Der lange Nachmittag der Erde
62. Edgar Pangborn: Der Spiegel des Beobachters
63. Michael Moorcock: I.N.R.I. oder die Reise mit der Zeitmaschine
64. Stanley G. Weinbaum: Mars-Odyssee
65. James Tiptree jr.: 10000 Lichtjahre von Zuhaus
66. Philip K. Dick: Irrgarten des Todes
67. Eric Koch: C.R.U.P.P. (beide C.R.U.P.P.-Romane in einem Band)
68. Daniel Keyes: Kontakt Radioaktiv
69. Ian Watson: Der programmierte Wal
70. Ward Moore: Der große Süden
71. Isaac Asimov: Die Stahlhöhlen (Foundation-Zyklus 2)
72. Isaac Asimov: Die nackte Sonne (Foundation-Zyklus 3)
73. A. E. van Vogt: Ischer
74. Brian W. Aldiss: Graubart
75. Robert A. Heinlein: Ein Mann in einer fremden Welt
76. Frederik Pohl: Mensch +
77. C. L. Moore: Shambleau
78. John Brunner: Der Schockwellenreiter
79. Isaac Asimov: Foundation (Foundation-Zyklus 11 bis 13)
80. Jack Finney: Das andere Ufer der Zeit (Ufer der Zeit 1)
81. Gene Wolfe: Der fünfte Kopf des Zerberus
82. James Graham Ballard: Zeit endet
83. A. E. van Vogt: Die Expedition der Space Beagle
84. Ursula K. LeGuin: Winterplanet (Hainish-Zyklus)
85. Saki: Als Wilhelm kam
86. John Sladek: Robot Roderick (Roderick-Romane 1 und 2 in einem Band)
87. Samuel R. Delany: Nova
88. Jerry Yulsman: Elleander Morning (angekündigt, aber nicht erschienen)
89. R. A. Lafferty: So frustrieren wir Karl den Großen
90. James Gunn (Hrsg.): Von Gilgamesch bis Hawthorne (Wege zur Science Fiction 1)
91. James Gunn (Hrsg.): Von Poe bis Wells (Wege zur Science Fiction 2)
92. James Gunn (Hrsg.): Von Wells bis Stapledon (Wege zur Science Fiction 3)
93. James Gunn (Hrsg.): Von Huxley bis Heinlein (Wege zur Science Fiction 4)
94. James Gunn (Hrsg.): Von Heinlein bis Farmer (Wege zur Science Fiction 5)
95. James Gunn (Hrsg.): Von Clement bis Dick (Wege zur Science Fiction 6)
96. James Gunn (Hrsg.): Von Ellison bis Haldeman (Wege zur Science Fiction 7)
97. James Gunn (Hrsg.): Von Matheson bis Shaw (Wege zur Science Fiction 8)
98. James Gunn (Hrsg.): Von Lem bis Varley (Wege zur Science Fiction 9)
99. James Gunn (Hrsg.): Von Malzberg bis Benford (Wege zur Science Fiction 10)
100. James Gunn (Hrsg.): Von Shelley bis Clarke (Wege zur Science Fiction 11)
101. James Gunn (Hrsg.): Von Ballard bis Stableford (Wege zur Science Fiction 12)
102. James Gunn (Hrsg.): Von Verne bis Calvino (Wege zur Science Fiction 13) (angekündigt, aber nicht erschienen)
103. James Gunn (Hrsg.): Von Capek bis Garcia Marques (Wege zur Science Fiction 14) (angekündigt, aber nicht erschienen)
104. Carl Amery (Hrsg.): Der G. K. Chesterton Omnibus – 1. Teil
105. Carl Amery (Hrsg.): Der G. K. Chesterton Omnibus – 2. Teil